# Полетика, Тамара Владимировна
Тамара Владимировна Полетика (19 марта 1922 года, Москва — 22 августа 2011 года, там же) — советская и российская художница, мультипликатор, художница-постановщица.

## Биография
Происходит из дворянского рода. Рисованием увлекалась со школьных времён, занималась в драмкружке.

В 1942—1944 годах училась в Московском городском педагогическом институте на дошкольном отделении, работала в библиотеке. В 1944 году оставила институт и поступила на курсы мультипликаторов при киностудии «Союзмультфильм», которые окончила в 1946 году. В этом же году вышла замуж за известного художника-мультипликатора Льва Мильчина, с которым вместе работала на студии. По его совету поступила и окончила в 1951 году Московский институт прикладного и декоративного искусства.

Около года стажировалась в Большом театре. Затем шесть лет работала в Хорезмской археолого-этнографической экспедиции АН СССР, объехав почти всю Среднюю Азию и написав множество картин.

В 1964 году вернулась в «Союзмультфильм», где трудилась художницей-постановщицей художественно-производственного отделения кукольных фильмов до 1976 года.

Работала вместе с режиссёрами Анатолием Карановичем и Иваном Уфимцевым.
Уйдя на пенсию, занималась живописью, оформляла книги, в том числе для Общества «Нусантара». Дважды посетила Малайзию (в 1991 и 1998 годах), запечатлела своё пребывание там в серии акварелей.

## Признание
- 1—19 декабря 2001 года в Москве в Центральном доме кинематографистов проходила юбилейная выставка художницы[[4]]. На ней были представлены как работы, сделанные в ходе её этнографических экспедициях в Среднюю Азию, так и эскизы к кукольным фильмам.
- Образ Тамары Владимировны запечатлён в роли мамы главной героини фильма «Варежка»[5], об этом рассказывал Леонид Шварцман[6]

## Фильмография
- Художница-постановщица:
  - 1965 «Странички календаря»
  - 1967 «Шесть Иванов — шесть капитанов»
  - 1967 «Приключения барона Мюнхаузена»
  - 1968 «Комедиант»
  - 1969 «Бабушкин зонтик» (совместно со Львом Мильчиным)
  - 1969 «Рисунок на песке»
  - 1970 «Мой друг Мартын»
  - 1971 «Лошарик»
  - 1971 «Генерал Топтыгин»
  - 1972 «Как машина заболела» (по заказу ГАИ)[8]
  - 1973 «Часы с кукушкой»
  - 1973 «Про Петрушку»
  - 1975 «Наша няня»
  - 1976 «Петя и волк»
  - 1979 «Волшебное озеро»
  - 1988 «Доверчивый дракон»
- Художница-мультипликатор:
  - 1964 «Жизнь и страдания Ивана Семёнова»

## Иллюстрации
- Илья Муромец: художественный фильм: [плакат] / худож. Л. Мильгин, Т. Полетика. — Москва : Рекламфильм, 1956. — 1 л. : Хромолитогр.; 73 х 140 см.

- На карнавал!: [Описание костюмов] / Т. Полетика, С. Н. Садомская. — [Москва] : Мол. гвардия, 1956. — 55 с., 2 л. ил. : ил.; 22 см. — (Навстречу фестивалю).

- Весна идет: [для дошкольного возраста]: пер. с укр. / В. В. Бычко; рис. Л. Мильчина и Т. Полетика. — Москва : Детгиз, 1960. — 21 с.

- Умелый портной: Нем. нар. дет. песенки / Перевод с нем. В. Викторова ; Рис. Л. Мильчина и Т. Полетика. — Москва : Детгиз, 1960. — 20 с.

- Шмань, Геннадий Яковлевич. Лесная дразнилка: [Для дошкольного возраста] / Рис. Л. Мильчина и Т. Полетика. — Москва : Детгиз, 1962. — 16 с.

- Туманян, Ованес. Хозяин и работник: [Кувшин с золотом]. [Лжец] : Сказки : [Для дошкольного возраста] / Пер. с арм. Я. Хачатрянца ; Рис. Л. Мильчина и Т. Полетика. — Москва : Детгиз, 1963. — 17 с.

- Бабушкин зонтик: фильм-сказка / авт. Ю. Яковлев; худож. Т. Полетика ; Союз кинематографистов СССР. Бюро пропаганды советского киноискусства. — Москва : [б. и.], 1970. — 15 с.

- Два королевства: Фильм-сказка: [Для детей] : [По одноименной сказке А. Карановича] / [Ил.: Т. Полетика]. — [Москва] : Бюро пропаганды советского киноискусства, [1971]. — [15] с.

- Лошарик: Фильм-сказка : [Для детей] / [Авт. Г. Сапгир]; [Ил.: Т. Полетика]. — [Москва] : Бюро пропаганды сов. киноискусства, [1973]. — 15 с.

- Наша няня: Фильм-сказка : [Для детей / Авт. текста Г. Сапгир ; Худож. Т. Полетика]. — Москва : Бюро пропаганды сов. киноискусства, 1977. — [14] с.

- Наша няня: Фильм-сказка. [Для детей / Г. Сапгир; Пер. Н. Лабзовская; Худож. Т. Полетика]. — Москва : Всесоюз. бюро пропаганды киноискусства, 1984. — [12] с.

- Часы с кукушкой: [Для детей / Авт. текста С. Прокофьев [!Прокофьева]; Худож. Т. Полетика]. — Москва : Прометей, Б. г. (1994). — [15] с.

- Лошарик: [Для детей / Авт. текста Г. Сапгир; Худож. Т. Полетика]. — Москва : Прометей, Б. г. (1994). — [15] с.